# El Penjoll, Art de Paraula
El Penjoll, art de paraula és una revista autoeditada en català creada el 1987 en Xàtiva. La versió digital de la revista s'obrí al públic el març del 2008. Compta amb escriptors com Josep Manel Vidal.
El juny de 2008, va organitzar els seus 1rs Premis de microrelats El Penjoll. L'agost de 2008 va organitzar els 1rs Premis de Biografies Fictícies El Penjoll 2008 que a causa de la poca participació van resultar deserts.
El juny de 2010, El Penjoll va commemorar el 303 aniversari de la Crema de Xàtiva amb la projecció del documental Illa de Xàtiva, un documental sobre les Comarques Centrals del País Valencià.

## Premis Blocs
Els Premis Blocs de les Comarques Centrals del País Valencià són uns premis organitzats bianualment pel col·lectiu El Penjoll, Art de Paraula que tenen com a finalitat fomentar i difondre els blocs en llengua catalana a les Comarques Centrals del País Valencià. Començaren a celebrar-se el 2008 i obtingueren ressò no sols a la premsa digital sinó també a la premsa impresa. En aquesta edició va rebre el Premi Millor Bloc de les Comarques Centrals del País Valencià, el bloc de l'escriptor de Xàtiva, Toni Cucarella en roba de batalla. Es premiaren també deu blocs més repartits en 10 categories.
El novembre de 2010 es va convocar la segona edició dels premis.